# Jesuína dos Santos Cardoso
Jesuína dos Santos Cardoso (Reserva, 30 de janeiro de 1896 — Rio Branco do Ivaí, 13 de julho de 2016) foi uma supercentenária brasileira que chegou a viver 120 anos, 5 meses e 18 dias. Em função da sua idade teve em 2016 sua aposentadoria cancelada porque o Instituto Nacional de Seguro Social (INSS) achou que era impossível uma pessoa estar viva com aquela idade, precisando então viajar centenas de quilômetros para provar que estava viva e continuar recebendo o benefício. Tentou ser reconhecida como a pessoa mais velha do mundo pelo Guinness World Records.